# Arnold Rüütel

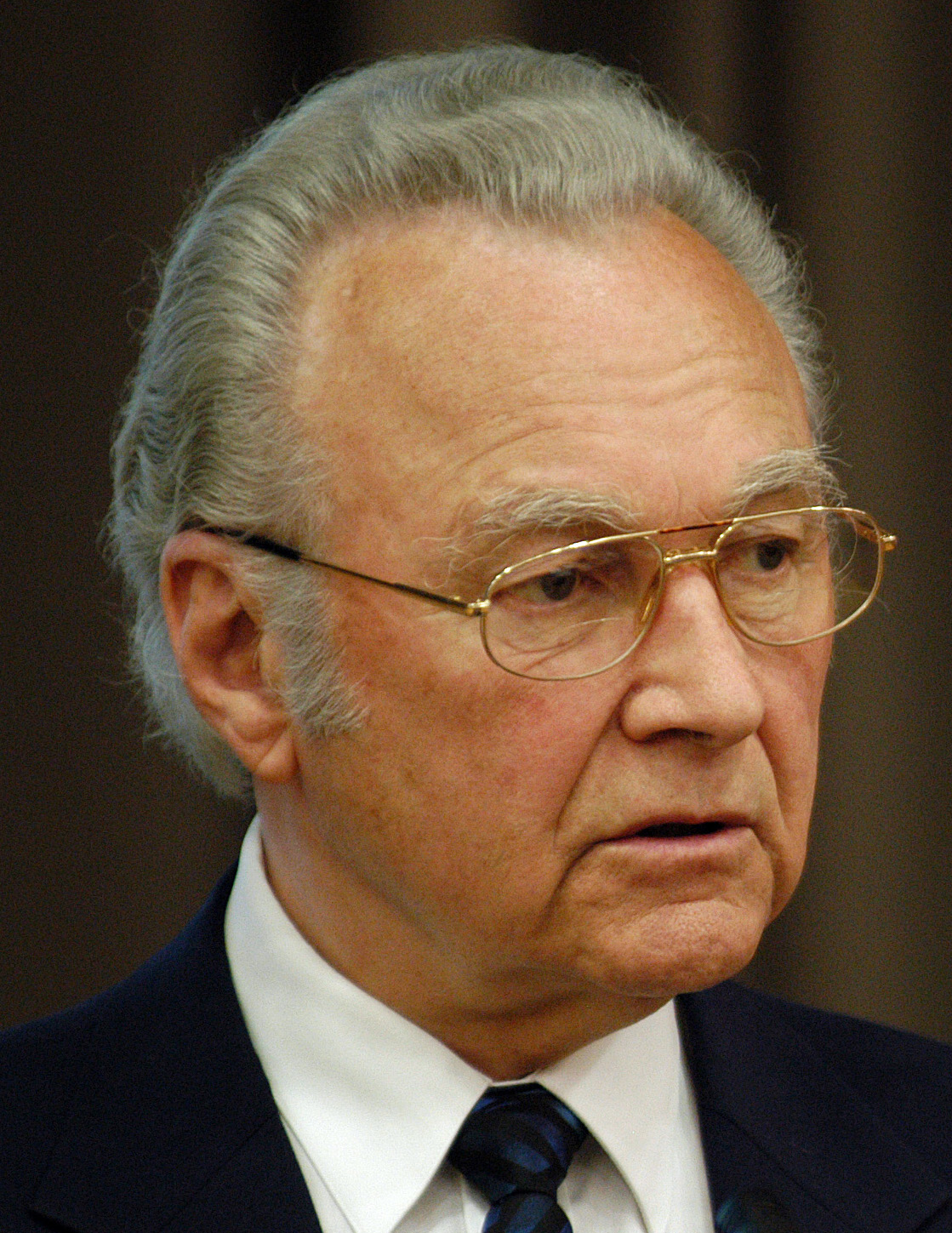
Arnold Rüütel (2005)

Arnold Rüütel (IPA: [ˈar.nolt ˈryː.tːel]; * 10. Mai 1928 in Pahavalla auf der Insel Saaremaa; † 31. Dezember 2024) war ein sowjetischer bzw. estnischer Politiker. Er war von 1990 bis 1992 und von 2001 bis 2006 Staatsoberhaupt der Republik Estland.

## Wissenschaftliche Karriere
Der spätere Agrarwissenschaftler absolvierte die Landwirtschaftsschule in Jäneda und war von 1949 bis 1950 an der Landwirtschaftsabteilung der Verwaltung von Saaremaa tätig. Im Anschluss war er im Zeitraum von 1955 bis 1957 Lehrer am Institut für Landmaschinen in Tartu. Anschließend war er leitender Viehzucht-Experte und späterer Direktor eines Versuchsbetriebs des Estnischen Instituts für Viehzucht und Veterinärwissenschaft. Von 1963 bis 1969 war Rüütel Direktor der Muster-Sowchose in Tartu. Berufsbegleitend schloss er 1964 ein Studium der Agrarwissenschaften an der Estnischen Landwirtschaftsakademie ab. 
Rüütel wurde 1969 zum Rektor der Estnischen Landwirtschaftsakademie ernannt, die er bis 1977 leitete. Er wurde 1972 zum Kandidaten der Agrarwissenschaften (entspricht einem Doktorgrad) promoviert. 1991 erfolgte seine Habilitation zum Doktor der Wissenschaften. Er war Emeritus der Estnischen Landwirtschaftlichen Akademie, Ehrendoktor des Bentley College (USA), der Universität Helsinki (Finnland), der Nationalen Landwirtschaftlichen Universität der Ukraine und hat mehr als einhundert wissenschaftliche Arbeiten veröffentlicht.

## Politische Karriere
Von 1977 bis 1979 war Rüütel Sekretär für Landwirtschaft des Zentralkomitees der Kommunistischen Partei Estlands. Anschließend war er für vier Jahre Erster Stellvertretender Vorsitzender des Ministerrats der Estnischen Sozialistischen Sowjetrepublik. Ab 1983 amtierte er als Vorsitzender des Präsidiums des Obersten Sowjets der Estnischen SSR. In dieser Position war er maßgeblich an der estnischen Souveränitätserklärung beteiligt, die der Oberste Sowjet am 16. November 1988 beschloss. 
Als inzwischen Parteiloser wurde Rüütel bei der ersten freien Wahl im März 1990 in den Obersten Rat gewählt, der ihn anschließend erneut zum Vorsitzenden wählte. Auf seine Initiative ging die Versammlung baltischer Staaten zurück, mit deren Hilfe Estland, Lettland und Litauen gemeinsam einen Weg aus der Abhängigkeit von der UdSSR suchten. Nach der nationalen Unabhängigkeitserklärung vom 20. August 1991 wurde Arnold Rüütel Mitglied der verfassunggebenden Versammlung Estlands und amtierte nach der Wiedererlangung der staatlichen Unabhängigkeit als Staatspräsident (vom 6. September 1991 bis zum 5. Oktober 1992). In der ersten Runde der Präsidentschaftswahl im September 1992 erhielt Rüütel mit 42,2 Prozent die meisten Stimmen. Da er jedoch die absolute Mehrheit verfehlte, wurde der entscheidende zweite Wahlgang im Parlament abgehalten. Dort unterlag Rüütel mit 31 zu 59 Stimmen Lennart Meri von der Nationalen Koalitionspartei „Vaterland“.
Von 1994 bis 2000 war Arnold Rüütel Vorsitzender der Estnischen Ländlichen Volkspartei (Maarahva erakond), die 1999 in der Estnischen Volksunion (Rahvaliit) aufging. Die Partei vertrat vor allem die ländliche Bevölkerung und ehemalige Mitglieder der Kommunistischen Partei, insbesondere die früheren Betreiber von Kolchosen. Rüütel wurde 1995 ins estnische Parlament (Riigikogu) gewählt und war bis 1997 dessen Vizepräsident. 
Nach dem Ende der zweiten Amtsperiode von Lennart Meri wurde Rüütel im September 2001 von der Wahlversammlung (bestehend aus den Mitgliedern des Parlaments und Vertretern der Kommunen) mit 186 von 367 Stimmen im zweiten Wahlgang erneut zum Staatspräsidenten gewählt. Seine Wahl wurde neben seiner eigenen Partei auch von der Estnischen Zentrumspartei (Keskerakond) unterstützt. Anders als diese war Arnold Rüütel ein Befürworter der Mitgliedschaft Estlands in der Europäischen Union, der beim Referendum im Jahr 2003 zwei Drittel der abstimmenden Bürger zustimmten. 2006 entschied er sich, für eine weitere Amtszeit zu kandidieren, jedoch nicht in den drei regulären Wahlgängen im Parlament, bei denen niemand eine Mehrheit erhielt, sondern erst in der um Vertreter der Landkreise und Gemeinden erweiterten Wahlversammlung. In dieser verlor Rüütel jedoch am 23. September 2006 mit 162 zu 174 Stimmen gegen den Sozialdemokraten Toomas Hendrik Ilves. Die Amtsübergabe erfolgte am 9. Oktober 2006.
Rüütels Partei Rahvaliit ging 2012 in der Estnischen Konservativen Volkspartei (Eesti Konservatiivne Rahvaerakond, EKRE) auf, die sich unter Führung Mart Helmes zu einer rechtspopulistischen bis rechtsextremen Partei entwickelte. Rüütel war ab 2012 Ehrenvorsitzender der EKRE, bis er am 26. Juni 2024 aus der Partei austrat.

## Privates

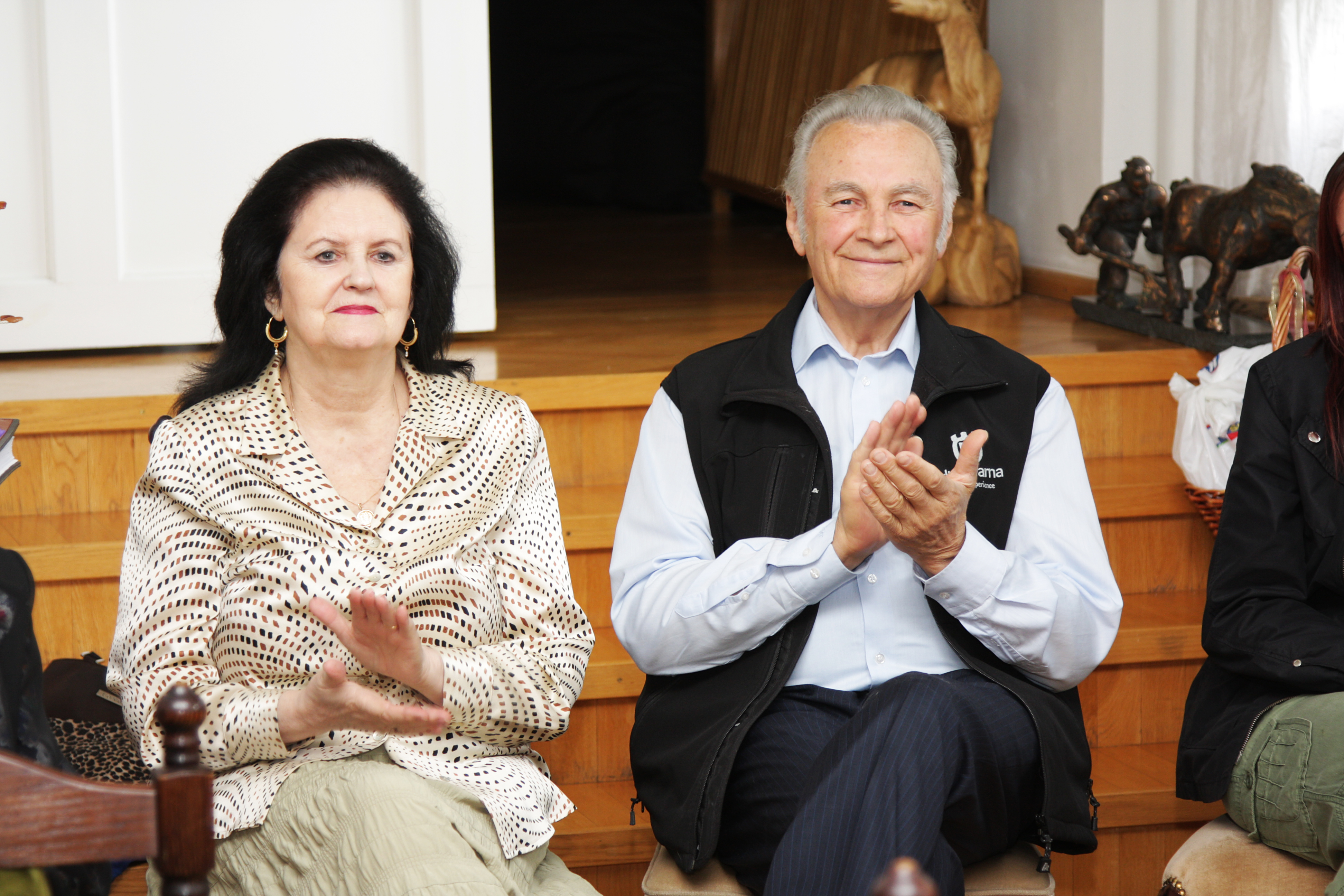
Ingrid und Arnold Rüütel (2008)

Arnold Rüütel war mit Ingrid Rüütel verheiratet und hatte zwei Töchter sowie zahlreiche Enkelkinder. Er setzte sich für den Naturschutz ein und war Mitglied zahlreicher Vereine und Verbände, die sich diesbezüglich engagieren.